# Phymatoniscus helenae
Phymatoniscus helenae is een pissebed uit de familie Trichoniscidae. De wetenschappelijke naam van de soort is voor het eerst geldig gepubliceerd in 1924 door Albert Vandel.